# 古賀潤一郎
古賀 潤一郎（こが じゅんいちろう、1958年〈昭和33年〉3月22日 - ）は、日本の元政治家。元ダーツバー経営者。
衆議院議員（1期）、福岡県議会議員（2期）を務めた。

## 経歴
福岡県福岡市出身。重富吉之助参議院議員や福岡市議会議員の秘書を務めた後、1995年の福岡県議会議員選挙にて初当選。当選後、自民党に入党。再選後、自民党福岡県連青年局長などを務めたが、2期目の任期途中、自由党の小沢一郎党首の強い勧めで自由党に入党し、2001年に県議を辞職し同党公認で第19回参議院議員通常選挙に立候補するも落選。その後は小沢の側近の平野貞夫参議院議員の公設第一秘書を務めた。
自由党が民主党と合併し、2003年の第43回衆議院議員総選挙において民主党公認で福岡2区に出馬。女性問題が発覚した前自民党幹事長で現職副総裁の山崎拓を破り、衆議院議員に当選する。

### 学歴詐称疑惑
選挙公報などで「ペパーダイン大学卒業」としていた経歴が偽りではないかとの疑惑が浮上。経歴詐称は公職選挙法の定める虚偽事項の公表にあたる。当初は「弁護士を通じて卒業証書を受け取ったが、紛失し、弁護士の名前も忘れた」などと弁明をしたが、大学側が「古賀は卒業していない」と発表。また、自身のホームページに記載していたUCLA（カリフォルニア大学ロサンゼルス校）への留学経験という経歴も、CSULA（カリフォルニア州立大学ロサンゼルス校・en:California State University, Los Angeles）に訂正したり、そのいずれにも在籍の記録がないなどの疑惑も浮上。国会期間中にもかかわらずアメリカへ渡り、大学側に確認をとるもやはり卒業とは認められないとの回答だった。ロサンゼルスでは名前も忘れた弁護士を探し回ったとされるが、真偽は不明。帰国後、西鉄大橋駅前の街頭で涙ながらに調査結果の報告演説をした。
2004年1月に離党届を提出したが、受理されず、民主党を除籍処分（除名）となった。歳費を受け取らずに活動を続けると表明したものの、法律上問題が多く衆議院事務局がこれを拒否、供託申請も東京法務局に却下された。
学歴詐称について公選法違反容疑で告発され、福岡県警が米国に捜査員を派遣するなど捜査が進められた。2004年9月22日、福岡地検の事情聴取に対して、古賀が選挙時から大学を卒業できていないと認識していたことを大筋で認めていると報道された。同年10月、福岡地検は起訴猶予処分とした。

### プロテニス選手としての経歴
また、「プロテニス選手」としても当時の公式サイトでUSTAプロテニスサーキットツアー出場、ヨーロッパプロテニスサーキットツアー出場などの経歴を掲げていた。

### 政治資金規正法違反容疑
福岡県の在日韓国人の男性のパチンコチェーン店社長から、計300万円の政治献金を受けていた事が2004年2月16日に発覚し、同年7月に政治資金規正法違反容疑で書類送検されるも、立証が難しいため起訴は見送られた。外国人からの献金を受けるのは違法だが、古賀側は「社長が通名（日本名）を使用していたため、社長が在日韓国人とは全く知らなかった」と説明している。

### 衆議院議員辞職後
2004年9月24日に辞職願を出し、同月27日に衆院議員の辞職が許可された。翌2005年4月24日に行われた福岡2区の補選では山崎拓が復活当選した。
2005年12月、九州でダーツバーを開店した。
2008年8月、『週刊文春』に取材記事掲載。古賀本人が近況を語る。
2009年11月、ダーツバーを閉店。以降の消息は不明。